# CNPY2
CNPY2‏ (Canopy FGF signaling regulator 2) هوَ بروتين يُشَفر بواسطة جين CNPY2 في الإنسان.